# جامعة أومسك الحكومية الزراعية
جامعة أومسك الحكومية الزراعية (بالروسية: Омский государственный аграрный университет имени П.А. Столыпина)، هي جامعة تعليمية روسية، تأسست سنة 1918، ويقع مقرها في أومسك.